# قورباغه نخلی بورنئو
قورباغه نخلی بورنئو (نام علمی: Leptobrachella palmata) نام یک گونه از تیره قورباغه‌های خاشاک است.